# Monjas de la Orden de los Predicadores
Las Monjas de la Orden de los Predicadores (en latín: Moniales Ordinis Predicatorum) forman una orden religiosa católica de clausura monástica, fundada en 1206, en Fanjeaux (Francia), por el religioso español Domingo de Guzmán. A las religiosas de este instituto se les conoce como monjas dominicas, forman parte de la Familia Dominica y posponen a sus nombres las siglas O.P..

## Historia

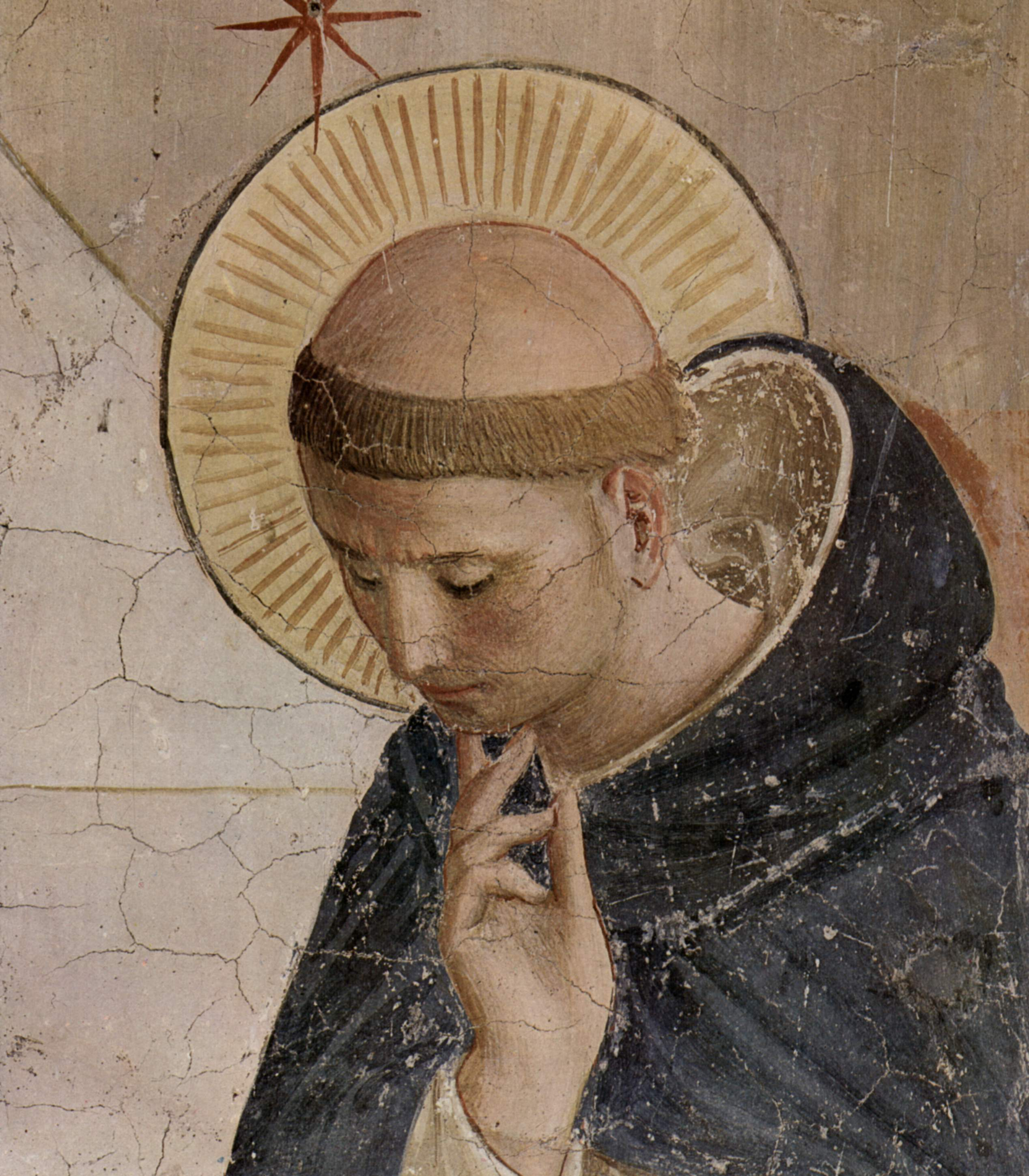
Domingo de Guzmán (1170-1221), fundador de la Orden, es venerado como santo en la Iglesia católica.

La primera comunidad de monjas dominicas fue fundada por Domingo de Guzmán, a quien deben su nombre común, en el monasterio Notre-Dame-de-Prouille, en Fanjeaux (Languedoc-Rosellón), en 1206. Alrededor del proyecto de Domingo se reunió un grupo de mujeres que se habían convertido de la herejía cátara y querían hacer penitencia y entregarse a la oración contemplativa. Ellas fueron asociadas a la Orden de los Predicadores, también fundada por Domingo de Guzmán, con la tarea de orar por los misioneros que tenían la función de convertir a los herejes.
En 1218 se abrió un segundo monasterio en Madrid y por petición del papa Honorio III otro en Roma. Este pontífice aprobó la orden el 22 de diciembre de 1216. El cuarto monasterio fue fundado por Diana d'Andalò y Jordán de Sajonia, sucesor de Domingo de Guzmán, en Bolonia, en 1223.

## Organización
Las Monjas de la Orden de los Predicadores forman una orden religiosa de vida contemplativa, de monasterios autónomos y de clausura papal, de derecho pontificio. Cada monasterio es gobernado por una priora, elegida en capítulo. La Orden constituye la primera rama y contemplativa de la familia dominica.
Las monjas dominicas se dedican principalmente a la oración contemplativa, acompañando con esta a los predicadores de la rama masculina. Estas religiosas usan un hábito compuesto por una túnica de color blanco, escapulario del mismo color, capa, correa y velo de color negro. Viven según la Regla de san Agustín, revisada por Domingo de Guzmán y adaptada a la vida de contemplación. En 2017 la Orden contaba con unas 2.461 monjas y 191 monasterios, presentes en los cinco continentes.

## Monjas ilustres
- Diana degli Andalò (1201-1236) beata, monja italiana, fundadora y priora del monasterio de Bolonia.
- Margarita de Hungría (1242-1271) santa. monja húngara, hija del rey Bela IV de Hungría.
- Inés de Montepulciano (1268-1317) santa, monja italiana, priora del convento de Montepulciano.
- Catalina de Ricci (1522-1590) santa, monja italiana, mística del convento de Prato (Italia).